# Stipa papposa
Stipa papposa är en gräsart som beskrevs av Christian Gottfried Daniel Nees von Esenbeck. Stipa papposa ingår i släktet fjädergrässläktet, och familjen gräs. Inga underarter finns listade i Catalogue of Life.